# プログレスM-06M
プログレスM-06Mはロシア連邦宇宙局が2010年6月に国際宇宙ステーション(ISS)の補給のために打ち上げたプログレス補給船。NASAではProgress 38Pなどと称される。ISSにドッキングした38隻目のプログレスであり、2010年では3度目であった。

## 打ち上げ
プログレスM-06Mの打ち上げに使われるソユーズ-UはサマーラのTsSKBプログレスで組み立てられ、2010年3月にバイコヌール宇宙基地に輸送された。
M-06Mは2010年6月30日15時35分(UTC)に1/5発射台から打ち上げられた。搭載貨物には870kgの燃料、50kgの酸素と空気、100kgの水と、1210kgの物品、スペアパーツ、実験装置類が詰まれた。
M-06Mはまず193-241kmの高度の軌道に到達し、2日を越える正確なエンジン噴射によって、スケジュール通り、7月2日にISSのズヴェズダのAftポートへのドッキングに向けた位置への誘導が行われた。

## 最初のドッキング試行

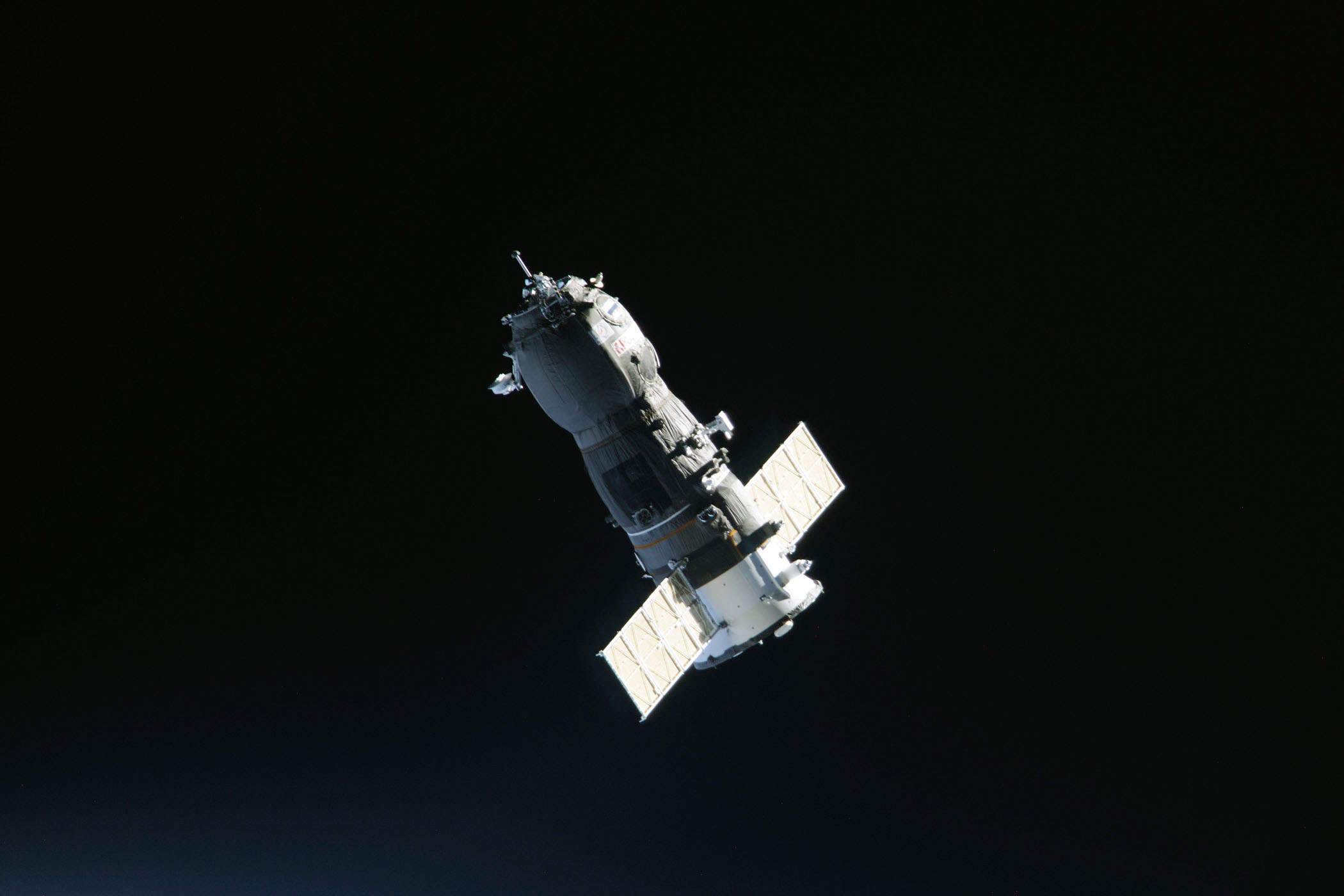
2010年7月2日の近接するM-06M

2010年6月2日のISSへの近接の間、M-06Mは重要な通信エラーによってドッキング作業を中止した。M-06Mは安全な距離を保ってステーションを通り過ぎた。モスクワのミッションコントロールの公式発表によると、ISSへの近接は2kmほどの位置まではうまく行っていたが、その後M-06Mのクルス自動ランデブーシステムがそれ以上の動的操作を禁止するコマンドを発したとされる。ISSのM-06Mの間のテレメトリはドッキング計画の25分前に失われた。NASAによれば、もっとも類似するドッキング中止例は、TORUの"Klest"TVトランスミッターの作動が原因となってTORU手動ランデブーシステムとの間で干渉し、宇宙機とISSの間のTORUコマンドリンクの喪失を起こしてプログレスのドッキングの中止の原因となった例が存在する。ロシアのフライトコントロールチームは後にドッキング試行を中止した際もKURSシステムが正常であり、当初信じられていたように失敗はしていなかったことを確認した。
RSCエネルギア事故調査委員会はドッキング失敗を調査し、宇宙機のバックアップ手動近接制御ループの「動作モード中止」コマンドが異常に発生したと結論をだした。コマンドによってTORUメートル波信号回線とズヴェズダモジュールのTORUパネルの運用ボタン操作に干渉が発生した。

## ドッキング

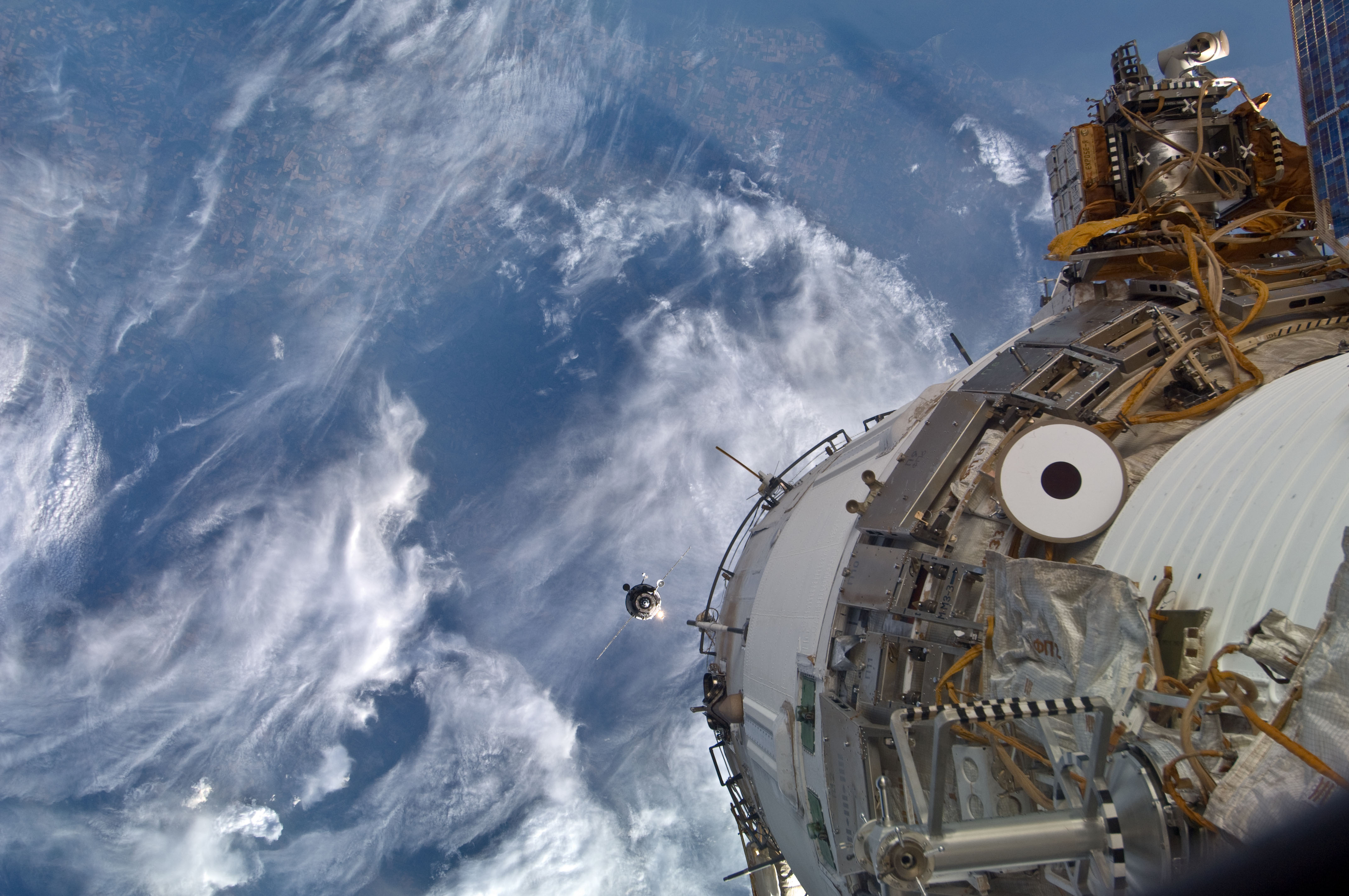
再度近接するM-06M

中断のあと、状況が査定され、2度目のドッキング試行が7月4日に計画され、これは7月4日16時17分に成功した。
クルス自動システムによる自動飛行によって、M-06Mはズヴェズダのaftポートにドッキングした。第24次長期滞在のクルーは到着を監視し、予防措置として2度目の試みではTORUシステムは作動させられなかった。ドッキングはロシア、カザフスタン、中国、モンゴルの国境上空あたりで行われた。留め金と掛け金は数分後にかけられ、19時30分ごろプログレスにクルーが入れる状態となった。

## ISSのリブースト
ソユーズTMA-18の着陸とプログレスM-07Mのドッキングの状況改善のため、M-06Mの姿勢制御スラスタに支援されたISSのリブーストは2010年7月16日に開始した。宇宙ステーションロシア区画中央コンピューターからの指令によって、M-06Mのエンジンが6時42分30秒(UTC)から開始された。1065秒の稼動によって3.7km上昇し、355.2kmの位置にあげられた。

## ドッキング解除・大気圏突入

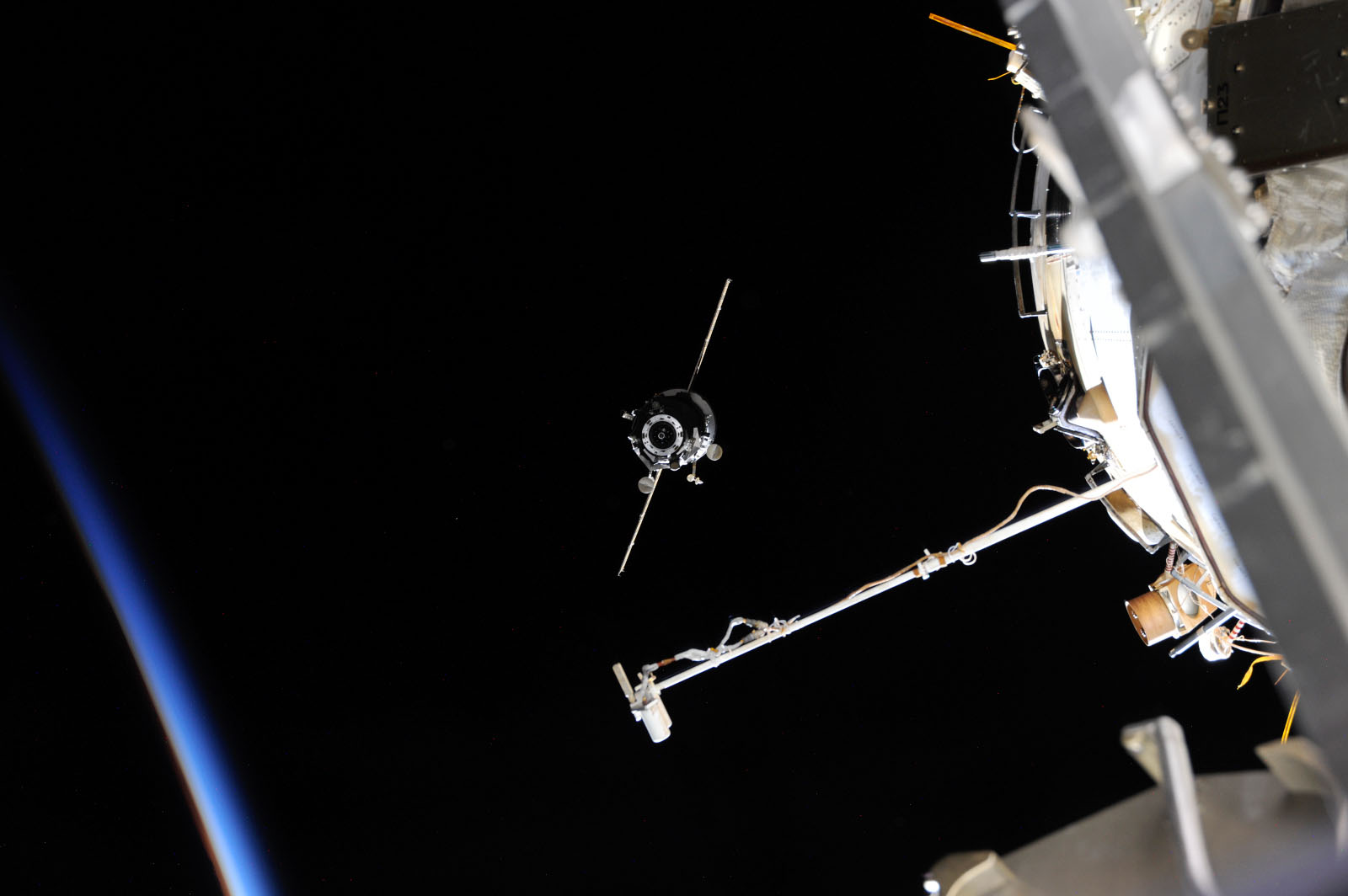
ドッキング解除後のM-06M

M-06Mは廃棄品類を積み込まれ、2010年8月31日11時25分(UTC)にISSからドッキングを解除した。ドッキング解除は宇宙機への指令が11時19分に発行され、3分後に解除される予定であったが、指令が22分に発行されたため若干予定から遅れた。
ドッキング後M-06Mは「レーダープログレス」実験を行うために軌道に残された。2010年9月6日に太平洋上で軌道離脱し、燃え残りはスペースクラフト・セメタリーに落下した。逆噴射はモスクワ時間で16時13分50秒から行われ、燃え残りはモスクワ時間16時53分に南緯42度07分、西経138度25分の位置に落ちたとされる。

## 註
1. ↑  Roscosmos (2010年3月11日). “Two "Soyuz" Rockets Delivered on Baikonur”. 2010年5月2日閲覧。
2. ↑  NASA (2010年7月1日). “ISS Progress 38 Launches to Space Station”. 2010年7月7日閲覧。
3. ↑  Space.com (2010年7月2日). “New Robotic Cargo Ship Launches to Space Station”. 2010年7月2日閲覧。
4. ↑  ABC (2010年6月30日). “Russian Cargo Vessel Misses Space Station”. 2010年7月5日時点のオリジナルよりアーカイブ。2010年7月2日閲覧。
5. ↑  Anatoly Zak (2010年7月5日). “Progress M-06M”.   Russianspaceweb.com. 2010年7月7日閲覧。
6. ↑  Russian Federal Space Agency (2010年7月31日). “RSC-Energia Concluded about Interruption of Progress M-06M Rendezvous to the ISS”. 2010年8月1日閲覧。
7. ↑  BBC (2010年7月4日). “Russian cargo ship docks with space station”. BBC News 2010年7月4日閲覧。
8. ↑  Justin Ray (2010年7月4日). “Russian resupply ship returns and docks to space station”.   Spaceflight Now. 2010年7月7日閲覧。
9. ↑  NASA (2010年7月4日). “Second Docking Attempt for Station Cargo Craft Successful”. 2010年7月7日閲覧。
10. ↑  Russian Federal Space Agency (2010年7月16日). “ISS orbit boosted”. 2010年7月21日閲覧。
11. ↑  Tong, Xiong (2010年8月31日). “Russian cargo spacecraft undocks from ISS”.   Xinhua. 2010年9月1日閲覧。
12. ↑  Russian Federal Space Agency (2010年8月27日). “Progress M-06M is to Undock on 31 August”. 2010年8月27日閲覧。
13. ↑  Russian Federal Space Agency (2010年9月6日). “Progress-40 Mission is Over”. 2010年11月17日閲覧。